# الزرق (ولاية أم البواقي)
الزرق أو Zorg (بالأمازيغية : ⵣⵓⵔⴳ) بلدية بدائرة عين البيضاء ولاية أم البواقي الجزائرية.